# 2021 في أنغولا
أحداث عام 2021 في  أنغولا.

## في السلطة
- الرئيس : جواو لورنسو
- نائب الرئيس : بورنيتو دي سوزا

## أحداث
أحداث مستمرة - جائحة فيروس كورونا في أنغولا

## وفيات
- 8 مايو - راؤول داندا، سياسي، نائب في البرلمان (مواليد 1957).[1]